# 鍾昌 (嘉慶進士)
鍾昌（1785年—1832年），字汝毓，号仰山，拜都氏，满洲正白旗人。清朝官员，进士出身。

## 生平
嘉庆戊辰举人，己巳进士。由翰林院庶吉士历任刑部主事、员外郎，日讲起居注官，翰林院侍读学士、侍讲学士，實錄館纂修，詹事府少詹事、詹事，盛京礼部侍郎，工部右侍郎，道光戊子科江南乡试正考官，镶白旗满洲副都统，马兰镇总兵兼内务府大臣，仓场侍郎，科布多参赞大臣，咸安宫总裁。著有《竹南蕉北之间詩赋偶存》。

## 家族
- 始祖阿錫圖，前鋒叅領。“阿錫圖，正白旗人，世居葉赫地方，國初來歸，原任前鋒叅領。其子克什圖由親軍校從征察哈爾布爾尼，……有功，授雲騎尉，卒，其子布蘭泰襲職，現任副都統署理馬蘭口總兵官印務。又阿錫圖之孫布達錫理原任驍騎校。曽孫永貴現任員外郎”（载《八旗滿洲氏族通譜》卷53）。
- 高祖克什圖，护军校，授世袭雲騎尉。
- 曾祖布蘭泰，鑲黃旗滿洲副都統署理馬蘭镇總兵、江西巡抚，谥愨僖。
- 祖永亮，乾隆甲子舉人，著有《晚香堂詩》。
- 伯祖永明，知县。
- 叔祖永貴，吏部尚書，协办大学士，军机大臣，谥文勤。子山東巡撫伊江阿；瑛寶（字夢禪，号梦禅居士），好作山水，摹倪瓒，尤长指头画，与内务府正黄旗蒙古诗人法式善交友。
- 父伊汤安，乾隆辛卯举人，云南、河南按察使。胞兄姊：
  - 伊江阿，山东巡抚，和珅同党。妻葉赫那拉氏，其父鑲紅旗滿洲、湖南巡撫常鈞，胞叔浙江巡撫、漕運總督纳兰常安，胞侄乾隆己酉三甲進士達林，胞姊葉赫那拉氏嫁正黄旗满洲烏雅氏扎拉芬（其父定边将军武毅謀勇公兆惠）。
  - 伊崇阿，娶葉赫那拉氏（父鑲紅旗滿洲那霑，祖父湖北、湖南巡撫常鈞；姑母葉赫那拉氏嫁正白旗滿洲、山東巡撫拜都氏伊江阿，其父吏部尚書永貴）。
  - 伊嵩阿，員外郎，著有《念修堂詩草》；娶和珅同族鑲黃旗鈕祜祿希光，額亦都後裔。
  - 姊拜都氏，原配嫁奉國将军宗室惠英。[2]
- 兄弟：嘉庆庚申举人繼昌，江苏布政使，著有《定塵軒詩詞抄》；妻子是道光帝和妃亲侄女輝發那拉氏（父内务府正白旗满洲、长芦盐政延丰），其兄弟湖北按擦使福珠隆阿娶赵氏（赵氏的侄孙是正蓝旗汉军、清末官员赵尔丰）。主事岳昌。
- 妻他塔喇氏。其父乾隆壬辰进士圖敏，母伍堯氏（胞兄内务府正黄旗蒙古和順，其妻韓氏(号端靜閒人），养子诗人法式善），祖父河南河陝汝道福安；胞兄永銘(字雲樵)、永紹；族兄正蓝旗满洲、嘉慶六年（1801年）辛酉恩科进士秀堃。
- 继妻佟佳氏，正白旗满洲、浙江巡抚伊齡阿之孙女，昌仪之女；胞姊佟佳氏嫁内务府正白旗满洲、嘉慶甲戌科進士索綽絡氏奎照（父乾隆癸丑科進士英和，子道光乙未科進士錫祉）。
- 再继妻爱新觉罗氏，多罗和恪郡王綿循之女。
- 长子工部笔帖式宗贻（宗宜）。次子宗佑，道光辛卯举人，妻他塔喇氏（父永紹，胞叔永銘（字雲樵），祖父乾隆壬辰进士圖敏；族亲叔伯父嘉慶六年（1801年）辛酉恩科进士秀堃）。次子宗康出嗣伯父。
- 女一，咸丰辛亥举人、宗室奎景嫡妻；[3]其养子光緒壬辰科進士文靖公宗室寶熙，生父同治甲戌科進士宗室奎郁。
- 孫：培英。
- 堂侄恩隆（祖父画家瑛寶，号梦禅居士），道光二十五年（1845年）乙巳恩科进士。
- 師兼密友：禮部尚書貴慶。貴慶和鐘昌亦有親戚關系，貴慶女富察氏嫁多羅和恪郡王綿循之孫載崇（即鐘昌繼妻愛新覺羅氏之侄），生啟功曾祖溥良。貴慶子瑞琇娶多羅和恪郡王綿循之孫女，為鐘昌繼妻愛新覺羅氏之侄女。貴慶著作現藏北京國家圖書館，上有受業鐘昌題籤、受業鐘昌校字。鐘昌另一好友潘德舆為鐘昌作《拜都參贊公家傳》，潘德舆關於《紅樓夢》的部分研究來自鐘昌。鐘昌和曹雪芹同旗，鐘昌親戚貴慶祖上又是鑲白旗富察氏傅鼐，即曹寅妹夫。

## 著作
- 《竹南蕉北之间詩赋偶存》